# Universidad de Quebec
La Universidad del Quebec (UQ) - en francés : Université du Québec - es una red universitaria en la provincia de Quebec (Canadá), creada por el gobierno de Quebec en 1968 e incluye diez instituciones cuya misión es facilitar el acceso a la educación universitaria, contribuir al desarrollo científico en Quebec y el desarrollo de sus regiones. Más de 87.000 alumnos cursan los 750 programas ofrecidos por las instituciones de la red: 
- La Universidad de Quebec en Montreal (UQAM);
- La Universidad de Quebec en Trois-Rivieres (UQTR);
- La Universidad de Quebec en Chicoutimi (UQAC);
- La Universidad de Quebec en Rimouski (UQAR);
- La Universidad de Quebec en Outaouais (UQO);
- La Universidad de Quebec en Abitibi-Témiscamingue (UQAT);
- La Télé-Université (TÉLUQ);
- El Instituto Nacional de Investigaciones Científicas (INRS);
- La Escuela Nacional de Administración Pública (ÉNAP); y
- La Escuela de Tecnología Superior (ÉTS).

Cuenta con más de 6100 profesores y casi 4000 empleados para llevar a cabo la misión académica diaria de la enseñanza y la investigación. En 2007-2008, los ingresos de la investigación de la red ascendieron a 202,8 millones dólares.

## Historia
Traducción automática de Google a español

El sistema de la Universidad de Quebec fue establecida en 1968 por la Asamblea Nacional de Quebec en gran medida en respuesta a las protestas estudiantiles generalizadas que habían estallado en el otoño de ese año. En un esfuerzo por ampliar la educación a más estudiantes de Quebec, el gobierno había creado un sistema de cégeps para crear una vía facilitado en la universidad. Sin embargo, Quebec no tenía suficientes universidades de lengua francesa para dar cabida a la nueva afluencia de estudiantes que solicitan después de completar Cegep. Sólo el 40% de los graduados CEGEP podría tener cabida en las universidades de habla francesa existentes, y las perspectivas de empleo eran pobres para los estudiantes que sólo tenían un certificado de un CEGEP. Como resultado, las protestas estudiantiles comenzaron a extenderse en toda la provincia, con 23 cégeps, la Universidad de Montreal y la Universidad Laval siendo ocupados por los manifestantes estudiantiles. Miles de estudiantes de habla francesa salieron a las calles en protesta, como otros atrincheraron dentro de sus cégeps, negándose a salir hasta que se cumplan sus demandas.
A pesar de las demandas de los estudiantes a menudo no se cumplieron y las protestas individuales fracasado en gran medida, que habían captado la atención de los legisladores de Quebec. En parte como resultado de este levantamiento, el gobierno de Quebec decidió aprobar una resolución que crearía una nueva red de universidades de habla francesa a través de la provincia de Quebec. Con la provincia en medio de la revolución de la tranquilidad, el secularismo se estaba convirtiendo pertinente para la sociedad de Quebec y para una nueva generación de jóvenes que rechazaron la dominación católica sobre la sociedad de Quebec, y se exigió alternativas a las instituciones religiosas tradicionales, existentes. Cinco universidades se establecieron en 1969 y 1970 para aliviar la afluencia de estudiantes CEGEP, y se colocaron en ciudades en toda la provincia para permitir la igualdad de oportunidades educativas en las zonas donde el acceso a la educación superior que tradicionalmente se han limitado, como Rimouski y Abitibi. En la década de 1970, una sexta universidad se añadiría a la red, la Universidad de Quebec en Outaouais en Gatineau.